# Сільвія ді П'єтро
Сільвія ді П'єтро (італ. Silvia Di Pietro, 6 квітня 1993) — італійська плавчиня.
Учасниця Олімпійських Ігор 2016 року.
Призерка Чемпіонату світу з плавання на короткій воді 2014, 2016 років.
Призерка Чемпіонату Європи з водних видів спорту 2012, 2016, 2020 років.
Чемпіонка Європи з плавання на короткій воді 2015 року, призерка 2008, 2013, 2019 років.